# Milan Tučić
Milan Tučić (Ljubljana, 15 augustus 1996) is een Sloveens voetballer die speelt als aanvaller voor de Belgische club Oud-Heverlee Leuven.

## Carrière
Tučić speelde voor de jeugd van NK Bravo waarna hij zijn profdebuut maakte voor NK Rudar Velenje tijdens de match tegen NK Domzale.
Op 2 september 2019 tekende hij een contract bij de Belgische club Oud-Heverlee Leuven. Zijn debuut voor de Belgische club maakte hij op 22 september 2019 tegen Lommel SK.

## Statistieken
| Seizoen         | Club                | Land              | Competitie         | Competitie | Competitie | Beker | Beker | Europees | Europees | Totaal | Totaal |
| Seizoen         | Club                | Land              | Competitie         | Wed.       | Dlp.       | Wed.  | Dlp.  | Wed.     | Dlp.     | Wed.   | Dlp.   |
| --------------- | ------------------- | ----------------- | ------------------ | ---------- | ---------- | ----- | ----- | -------- | -------- | ------ | ------ |
| 2017/18         | NK Rudar Velenje    | Vlag van Slovenië | Prva Liga          | 28         | 7          | 0     | 0     | ―        | ―        | 28     | 7      |
| 2018/19         | NK Rudar Velenje    | Vlag van Slovenië | Prva Liga          | 35         | 15         | 0     | 0     | 3        | 2        | 38     | 17     |
| 2019/20         | NK Rudar Velenje    | Vlag van Slovenië | Prva Liga          | 6          | 1          | 0     | 0     | ―        | ―        | 6      | 1      |
| 2019/20         | Oud-Heverlee Leuven | Vlag van België   | Proximus League    | 3          | 0          | 1     | 0     | ―        | ―        | 4      | 0      |
| 2020/21         | Oud-Heverlee Leuven | Vlag van België   | Jupiler Pro League | 1          | 0          | 0     | 0     | ―        | ―        | 1      | 0      |
| 2020/21         | → NK Bravo          | Vlag van Slovenië | Prva Liga          | 18         | 10         | 0     | 0     | ―        | ―        | 18     | 10     |
| Carrière totaal | Carrière totaal     | Carrière totaal   | Carrière totaal    | 91         | 33         | 1     | 0     | 3        | 2        | 95     | 35     |

1 Leysen ·
3 Shlomo ·
5 Ngawa ·
6 Dom ·
7 Thorsteinsson ·
8 Schrijvers ·
9 Brunes ·
10 Holzhauser ·
11 Banzuzi ·
13 Kiyine ·
14 Ricca ·
15 N'Dri ·
16 Prévot ·
17 Mueanta ·
18 Miguel ·
20 Mendyl ·
21 Opoku ·
22 Calut ·
23 Schingtienne ·
28 Pletinckx ·
33 Maertens  ·
37 Taildeman ·
38 Ravet ·
43 Nsingi ·
52 Sagrado ·
77 Vlietinck ·
88 Maziz ·
Coach: García